# Freiviertel

Freiviertel im rechten Obereck (Wappen von Krautheim)

Ein Freiviertel im Wappenschild ist ein Heroldsbild in der Heraldik. 
Es ist ein kleines Feld im Wappen, der im rechten oder linken Platz oben (dem Obereck) in einer besonderen Darstellung und Größe sich abhebt. Es ist aus der Vierung hervorgegangen und wird auch so benannt.
In der Beschreibung wird es Freiviertel oder Vierung genannt (weil es einen Teil einer Viertelung darstellt).
Die Seite, an der das Viereck sich befindet, muss gemeldet (beschrieben) werden. 
In der unteren Ecken versetzte Freiviertel sind, wie auch allgemein in der deutschen Heraldik, selten und bedürfen der gesonderten Beachtung bei der Wappenbeschreibung.

Ohne ein anderes Heroldsbild in der ausgewählten Ecke ist es eine ledige Vierung.

Häufig ist das verkleinertes Quadrat, das auch kleine Vierung genannt wird. Schrumpft es auf etwa 1/3 der Schildhöhe und -breite, nennt es der Heraldiker Lichteck (im Obereck, dem Platz in der Schilddrittelung, rechts oder links). Man nutzt diese exponierte Feldstellung, um Beizeichen hier einzufügen. 
Eine besondere Bezeichnung ist der ledige Winkel im Schild. Hierbei handelt es sich um die Freiecke. Das ist eine Vierung eines sehr kleinen Feldes in einer der oberen Wappenecken im Schildhaupt. Die Größe ist nicht der vierte Teil, sondern der achte Teil des Schildes.

Lichteck (und ein Schildlein am Schrägbalken)
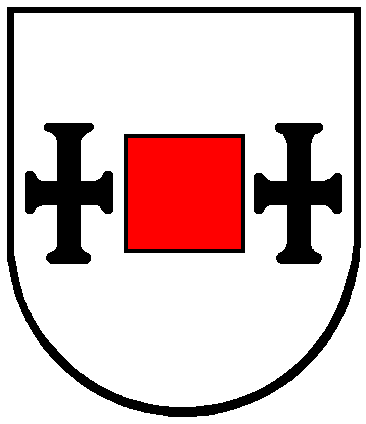
Mittelvierung